# Nemes Gerzson
Dr. Nemes Gerzson (Jászkisér, 1902. október 17. – Szolnok, 1988. január 24.) magyar vízépítő mérnök.

## Életpályája
Szülei Nemes G. József kisbirtokos és Gőz Mária voltak. A Jászapáti Királyi Katholikus Főgimnáziumban érettségizett. 1928-ban mérnöki diplomát szerzett Budapesten a Műegyetemen. 1928–1931 között a Tisza-Szamosközi Ármentesítő és Belvízszabályozó Társulatnál szolgált, mint társulati mérnök. 1931-ben a Fertő-tó szabályozási tervének külső mérési munkáit végezte el. 1932-ben a Bódva szabályozási munkák vállalati építésvezető-mérnöke volt. 1932–1933 között az Ecsedi láp lecsapoló és Szamos-balparti Ármentesítő Társulatnál szakaszmérnökként tevékenykedett. 1933–1938 között  szakaszmérnök volt a Pest vármegyei Dunavölgyi lecsapoló és öntöző Társulatnál. 1938–1945 között a Balaton-Nagyberek Lecsapoló Társulat igazgató-mérnöke volt. 1945–1948 között a  vízügyi szolgálat államosításáig a Gerje-Perje Ármentesítő Társulatnál szakaszmérnök volt. 1948-tól az állami vízügy szolgálatban tevékenykedett különböző beosztásokban, kezdetben, mint szakaszmérnök, majd mint csoportvezető, műszaki vezető, műszaki osztályvezető, műszaki osztályvezető-helyettes és különböző szakágazati osztályvezető. 1977-ben a Magyar Hidrológiai Társaság tiszteleti tagja lett.

### Munkássága
Munkái az árvízvédelemhez – töltések és műtárgyak építéséhez – tartoztak, emellett aktívan részt vett egyes régiók öntözési feladatainak megoldásában. Szakirodalmi munkássága a technikatörténetírás terén fontos, a Középtiszavidék és a Jászság vízügytörténeti monográfiái hozzá fűződnek.

## Művei
- Az ősi ártéri gazdálkodás és a vízi munkálatok kezdetei 895-1846 (Budapest, 1975)
- A rendszeres szabályozások kora 1846-1944 (Károlyi Zsigmonddal, Budapest, 1975)
- A vízgazdálkodás eredményei 1945-1975 (Pálhidy Csabával, Budapest, 1976)
- A Zagyva- és a Tarna-völgy jászkerületi vízügyeinek krónikája 1279-1876 (Szolnok, 1981)

## Díjai
- MTESZ-díj (1978)[3]

## Emlékezete
- Szolnokon az ő nevét viseli a Tisza bal parti árvízvédelmi töltésén húzódó sétány, a szolnoki városi Tisza-hídtól egészen Tiszaliget városrész délnyugati széléig.